# جابكو
جابكو «بترول خليج السويس» (بالإنجليزية: GUPCO - Gulf of Suez Petroleum Co) هي إحدى شركات قطاع البترول المصري والتي تأسست عام 1965 كشركة مساهمة مصرية، وتعد من أقدم الشركات المصرية العاملة في مجال البترول في مصر، بلغ إنتاجها من الزيت الخام حوالي 62 الف برميل يوميا. في يناير 2020 استحوذت شركة دراجون أويل الإماراتية على حصة بي بي البريطانية «الشريك الأجنبي» في امتياز شركة جابكو.

## نشاط الشركة
النشاط الرئيسي للشركة هو إنتاج البترول الخام والغاز من الآبار البحرية والحفاظ على استمرارية الإنتاج وتدفقة من الآبار بواسطة مجموعة من العمليات والأنشطة المتتابعة والمختلفة. ويصل معدل الإنتاج اليومي لمنطقة خليج السويس 80,000 برميل بترول من إجمالي حوالي 400 بئر وتم ربطهم بـ 9 منصات رئيسية في عدد من المواقع المختلفة بخليج السويس وجميع هذه الآبار بحرية ويتم الإنتاج طبيعياً أو صناعياً عن طريق الحقن. يتم نقل البترول الخام من الآبار/المنصات الرئيسية إلى المنشآت البرية برأس شقير بواسطة خطوط أنابيب بترولية تحت سطح البحر للبدء في عمليات المعالجة وتكرير البترول المستخرج عن طريق إزالة المياة والأملاح المتواجدة بالبترول الخام ثم يتم تجميع البترول المعالج في صهاريج التخزين على أن يتم إرسالها إلى القاهرة من خلال خطوط أنابيب بترول برية أو شحنها لناقلات البترول من خلال ميناء رأس شقير البحري.

## مناطق امتياز الشركة
تقع مناطق امتياز الشركة بخليج السويس:
- منطقة الإمتياز: 
  - شرق تانكة.
  - شرق تانكة 3.
- التشريعات المنظمة:
  - القانون رقم 170 لسنة 2021.
  - القانون رقم 18 لسنة 1995.[2]

## حقول الشركة
تمتلك الشركة خمسه حقول بترولية رئيسية بخليج السويس تمتد من تجاه الشمال إلى الجنوب حوالي 160 كيلومتر تقريباً. وقد تم تقسيمها إلى ثلاثة مناطق رئيسية هي الشمال والوسط والجنوب طبقاً للآتي:

### منطقة الشمال
تشمل حقل:
- بترول أكتوبر

### منطقة الوسط
تشمل حقول:
- بترول مرجان
- يوليو
- رمضان
- بالإضافة إلى ميناء رأس شقير البحري ويتضمن رصيفين بحريين لشحن وتفريغ البترول الخام

### منطقة الجنوب
تشمل حقول:
- بترول شعب علي
- شمال شدوان

## الشريك الأجنبي
- بي بي سابقاً.[3]
- دراجون أويل حالياً.[4]

## رؤساء الشركة
- عبد الوهاب المغاوري.
- صلاح الدين عبد الكريم.[5]
- محمد السيد المليجي.[6]
- خالد حمدان مهران.[7]
- صبري أبو الوفا الشرقاوي.[8]
- نبيل صلاح الدين.[9]
- عابد عز الرجال.
- عبد القادر عبد اللاه.
- محمد أبو الوفا.
- محمد خفاجي.
- عبد الواحد جوهر.
- درويش خالد.
- إبراهيم صالح.
- فاروق قناوي.
- شوقي عابدين.
- حمدي البنبي (1977 - 1988).
- محمد توفيق شوقي.
- حامد عامر.